# Nedotýkej se bílé ženy
Nedotýkej se bílé ženy (fr. Touche pas à la femme blanche!, it. Non toccare la donna bianca!) je francouzsko-italský hraný film z roku 1974, který režíroval Marco Ferreri podle vlastního scénáře. Jedná se o westernovou parodii s námětem bitvy u Little Bighornu (1876), která se odehrává v centru Paříže 70. let 20. století. Film se natáčel na staveništi obchodního centra Forum des Halles.

## Děj
Představitelé bílých osadníků chtějí zahájit bitvu u Little Bighornu, aby zasadili Indiánům poslední zdrcující úder. Jednají v utajení, aby nebyli odhaleni jako při aféře Watergate. Najmou si proto slavného generála Custera, který zjistí, že jeho úkol je složitější, než se očekávalo. Jeho hlavním soupeřem se stane Buffalo Bill.

## Obsazení
| Marcello Mastroianni | generál Custer               |
| Michel Piccoli       | Buffalo Bill                 |
| Philippe Noiret      | generál Terry                |
| Francine Custer      | Hermine, jeho dcera          |
| Catherine Deneuve    | Marie-Hélène de Boismonfrais |
| Ugo Tognazzi         | zvěd Mitch                   |
| Darry Cow            | major Archibald              |
| Monique Chaumette    | sestra Lucy                  |
| Alain Cuny           | Sedící býk                   |
| Henri Piccoli        | otec Sedícího býka           |
| Paolo Villaggio      | agent CIA                    |
| Noël Simsolo         | zástupce BIA                 |